# 新谷藩
新谷藩（日语：／ Nīya-han */?）是日本伊予國喜多郡新谷的藩，元和9年7月13日（1623年8月9日）創藩，明治4年7月14日（1871年8月29日）廢藩，原本是大洲藩的一部分，石高是10,000石，藩廳是新谷陣屋，藩校是創建於天明3年（1783年）的求道軒，人口是3,198戶13,441人。

## 歷史
元和9年7月13日（1623年8月9日），根據大洲藩藩主加藤貞泰的遺言，加藤直泰獲分知10,000石，大洲藩50,000石則由直泰之兄加藤泰興繼承，按《台德院殿御實紀》記載，這次分知是內分分知，大洲藩仍然維持60,000石。寬永11年（1634年）10月，藩士中江藤樹提出希望照顧在近江國的母親而請辭被拒，最終脫藩，後來他作為陽明學學者受到景仰後，在得到藩主的准許下，新谷藩和大洲藩的藩士總共32人成為其弟子，並且在近江國學習。寬永16年6月18日（1639年7月18日），新谷藩與大洲藩陷入分知爭議，最終在親戚調停下，直泰獲以密函形式寫成的領知朱印狀。根據《寬文印知》記載，兩藩仍然維持內分分知的形式，直泰在當時領有24村，涵蓋喜多郡13村、浮穴郡7村以及伊予郡4村。
寬永19年（1642年）4月，直泰在距離大洲城東北約8公里處的上新谷開始興建陣屋，連同31座侍屋敷，知行達4,920石，陣屋即後來的新谷陣屋。天和2年（1682年），加藤泰義庶長子繼任藩主，即加藤泰觚。寶永元年8月6日（1704年9月4日），泰觚獲任命為駿府城加番。享保12年（1727年），加藤泰恒八子繼任藩主，即加藤泰廣。寬保2年（1742年），新谷藩下令町內上繳御用米200石。寬延3年（1750年），大洲藩爆發內之子騷動，浮穴郡和喜多郡總共約18,000名農民聚集於內之子河原，打算前往大洲城下強訴年貢過重以及表達對村役人的不滿，在大洲藩無計可施的情況下，新谷藩出面協助調停，加上佛寺的仲裁下得已解決。
寶曆5年（1755年）夏天，藩領麻生村與松山藩領森松村爆發水論，寶曆11年（1761年）夏天又與天領宮野下村等5村爆發水論，翌年在與森松村等24村的水論中，更有約2,800人參與衝突，明和8年6月8日（1771年7月19日），同時與天領以及松山藩領4村爆發水論。天明元年9月30日（1781年11月15日），藩領黑田村與大洲藩領大南村替地。文化6年（1809年），由於新谷藩領24村均存在飛地，在管治上出現困難，加上肱川氾濫以及町內發生火災，導致新谷藩頻臨破產邊緣，因此直至文化11年（1814年）在行政和財政均由大洲藩全面接管。文化6年6月26日（1809年8月7日），藩領阿藏村與大洲藩領大洲村爆發水論。文化9年8月22日（1812年9月27日），為了解決水論問題，新谷藩以藩領阿藏村和梅之川村作為替地，換來大洲藩領一木村、北山村和大南村。
文政7年正月15日（1824年2月14日），來自於新谷藩的碧川鐵胤成為平田篤胤的女婿。文久3年（1863年）3月，為了防範外國船隻，新谷藩開始組織鄉筒，同年6月為了在海邊戒備，於出海村和今坊村組織鄉鐵砲隊。同年8月18日（9月30日），八月十八日政變爆發，新谷藩藩主加藤泰令前往御所負責戒備。慶應4年正月3日（1868年1月27日），鳥羽伏見之戰爆發，新谷藩奉命保護五條為榮，翌日出陣至鳥羽口，正月8日（2月1日）代替水口藩在建禮門和內侍所戒備，正月11日（2月4日）也負責在建春門戒備。另一方面，也派兵與土佐藩、長州藩、福山藩和大洲藩一同討伐佐幕的松山藩，同年3月在土佐藩的要求進駐三津，直至5月25日（7月14日）撤軍返回新谷。同年5月22日（7月11日），新谷藩奉命在京都巡邏以及進行搜捕直至9月8日（10月23日）。明治元年9月20日（1868年11月4日），新谷藩有份派兵在東京行幸中隨行。明治4年7月14日（1871年8月29日），廢藩置縣。

## 歷任藩主
| 家名   | 家格      | 名稱     | 石高     | 藩領                         |
| ------ | --------- | -------- | -------- | ---------------------------- |
| 加藤家 | 外樣 陣屋 | 加藤直泰 | 10,000石 | 伊予國喜多郡、浮穴郡、伊予郡 |
| 加藤家 | 外樣 陣屋 | 加藤泰觚 | 10,000石 | 伊予國喜多郡、浮穴郡、伊予郡 |
| 加藤家 | 外樣 陣屋 | 加藤泰貫 | 10,000石 | 伊予國喜多郡、浮穴郡、伊予郡 |
| 加藤家 | 外樣 陣屋 | 加藤泰廣 | 10,000石 | 伊予國喜多郡、浮穴郡、伊予郡 |
| 加藤家 | 外樣 陣屋 | 加藤泰宦 | 10,000石 | 伊予國喜多郡、浮穴郡、伊予郡 |
| 加藤家 | 外樣 陣屋 | 加藤泰賢 | 10,000石 | 伊予國喜多郡、浮穴郡、伊予郡 |
| 加藤家 | 外樣 陣屋 | 加藤泰儔 | 10,000石 | 伊予國喜多郡、浮穴郡、伊予郡 |
| 加藤家 | 外樣 陣屋 | 加藤泰理 | 10,000石 | 伊予國喜多郡、浮穴郡、伊予郡 |
| 加藤家 | 外樣 陣屋 | 加藤泰令 | 10,000石 | 伊予國喜多郡、浮穴郡、伊予郡 |

## 江戶藩邸
新谷藩的江戶藩邸分為上屋敷、下屋敷和藏屋敷。上屋敷始於明曆3年5月19日（1657年6月30日），位於芝，寬文7年（1667年）以後轉移至白壁町，元祿11年（1698年）9月轉移至本所，寶永年間（1704年至1711年）改為下屋敷，拜領於寬文4年12月15日（1665年1月30日）的淺草新堀末下屋敷則在同時期改為上屋敷。元祿11年12月3日（1699年1月3日）拜領位於三之輪的下屋敷。藏屋敷則位於土佐堀。

## 領地
| 令制國 | 郡     | 領地                                                                                       |
| ------ | ------ | ------------------------------------------------------------------------------------------ |
| 伊予國 | 喜多郡 | 梅之川、川崎、重松、中津惣川、出海、戀之木、藤繩、下新屋、上新屋、只海、今坊、上須戒、阿藏 |
| 伊予國 | 浮穴郡 | 立石、町村、上川、高市、岩屋口、大平、麻生                                                 |
| 伊予國 | 伊予郡 | 市場、稻荷、大平、黑田                                                                     |

| 令制國 | 郡     | 領地                                                           |
| ------ | ------ | -------------------------------------------------------------- |
| 伊予國 | 浮穴郡 | 立石村、町村、上川村、高市村、麻生村、岩谷口村、大南村、大平村 |
| 伊予國 | 伊予郡 | 大平村、市場村、稻荷村                                         |
| 伊予國 | 喜多郡 | 上新谷村、下新谷村、戀木村                                     |

## 註解
1. 1 2 3 4 5  現行對應地名如下[1]：
  - 新谷和上新谷現為愛媛縣大洲市新谷町（日语：新谷村）。
  - 內之子現為愛媛縣喜多郡內子町內子。
  - 麻生村現為愛媛縣伊予郡砥部町麻生（日语：原町村）。
  - 森松村現為愛媛縣松山市森松（日语：浮穴村 (愛媛県温泉郡)）。
  - 宮野下村現為愛媛縣伊予市宮下（日语：南伊予村）。
  - 黑田村現為愛媛縣伊予郡松前町北黑田和南黑田。
  - 大南村現為砥部町大南。
  - 阿藏村現為大洲市阿藏（日语：久米村 (愛媛県喜多郡)）。
  - 梅之川村現為大洲市梅川（日语：南久米村）。
  - 一木村現為大洲市市木、東大洲和富士（日语：平村 (愛媛県)）。
  - 北山村現為大洲市喜多山（日语：喜多山村）。
  - 出海村現為大洲市長濱町（日语：長浜町 (愛媛県)）出海（日语：出海村）。
  - 今坊村現為長濱町今坊（日语：喜多灘村）。
2. ↑  現行對應地名如下[5][6]： 
  - 芝現為東京都港區新橋、芝公園、芝大門、濱松町和三田一帶。
  - 白壁町現為東京都千代田區鍛冶町二丁目和神田鍛冶町三丁目內。
  - 土佐堀現為大阪府大阪市西區土佐堀（日语：土佐堀）一至二丁目以及江戶堀（日语：江戸堀）二丁目。
3. ↑  淺草新堀末的上屋敷現為東京都台東區千束一丁目金龍小學校（日语：台東区立金竜小学校），三之輪下屋敷則現為東京都荒川區荒川一丁目[7]。

## 外部連結
- . kotobank （日语）.